# Brezje Dobransko
Brezje Dobransko je naselje u Hrvatskoj u sastavu općine Skrada. Nalazi se u Primorsko-goranskoj županiji.

## Zemljopis
Istočno-jugoistočno je Malo Selce, sjeverozapadno je Sleme Skradsko, sjeverno-sjeveroistočno je Gornja Dobra, istočno-jugoistočno je Pećišće, jugoistočno su Resnatac, Gramalj i Mala Dobra, južno-jugozapadno su Divjake, jugozapadno su Veliko Selce i Skrad.

## Stanovništvo
| broj stanovnika | 29    | 22    | 36    | 27    | 18    | 39    | 39    | 21    | 30    | 31    | 24    | 22    | 12    | 7     | 4     | 2     | 2     |
|                 | 1857. | 1869. | 1880. | 1890. | 1900. | 1910. | 1921. | 1931. | 1948. | 1953. | 1961. | 1971. | 1981. | 1991. | 2001. | 2011. | 2021. |